# Білак Орест
Орест Білак (* 1926 с. Багна, тепер Вижницька міська громада, Вижницький район, Чернівецька область — 22 серпня 2021, м. Ліон, Франція) — український військовий діяч часів Другої світової війни, учасник Похідної групи ОУН-М «Буковинський курінь» (1941), учасник 115-го батальйону шуцманшафту (1942—1944), вояк Французького Руху опору (1944), кавалер Ордену Почесного легіону.

## Життєпис
Народився у селі Багна, тепер Вижницька міська громада, Вижницький район, Чернівецька область. 
У 1941 році вступив до Буковинського куреня, у складі якого потрапив до окупованого німцями Києва. 
Після примусового розпуску куреня у 1941 вступив до 115-батальйону шуцманшафту. На початку 1942-го у складі батальйону переїхав до Білорусі для боротьби проти комуністичних партизан. У 1944 році німецьке командування ухвалило рішення відправити український підрозділ у Францію для боротьби проти загонів Руху опору. Там разом із усім батальйоном перейшов на бік Французького Руху опору та воював у складі 2-го Українського батальйону імені Тараса Шевченка.
Згодом підписав контракт із Французьким іноземним легіоном, у складі якого воював на території Німеччини. Отримав осколкове поранення у ногу, внаслідок чого її довелося ампутувати. 
Після реабілітації в 1946 році оселився у місті Ліон, де за еміграції початку 20 століття сформувалася  українська громада. Там він одружився з дівчиною Василиною, яка походила із сусіднього села. Працював кравцем, збирав документальну, фотографічну і мемуарну інформацію про Буковинський курінь. 
Похований у передмісті Ліона Віллербані.

### Родина
У подружжя народилося четверо дітей. Син Білак Юрій відомий фотограф, автор багатьох виставок в Україні та світі.